# 北非跳棋
北非跳棋（Zamma），是流行於北非地區的兩人棋類，是種古老的跳棋遊戲，介於跳棋的始祖中東跳棋與現在的西洋跳棋之間的過渡態。與始祖的差別在於規則多了升級棋、強迫吃多，已近於西洋跳棋。

## 棋具
- 棋盤為九橫九豎的橫縱線交叉，另有東南-西北向、西南-東北向的斜線各七條，組成共八十一個棋點。

- 各以兩色棋子區分敵我，每方棋子數四十枚。背面有符號表示升級。

## 規則
- 棋子皆放在棋點上。每方棋子放在最近的四條橫列上，以及中間橫列的右邊四個棋點。因此棋盤中間的棋點為空位。

- 任何棋子皆須需棋盤上的斜縱橫線移動。

- 每回合玩家可能有二種行動，以跳吃為優先：
  - 跳吃。己棋跳過一枚鄰點的敵棋落到同方向的緊連空點，然後把被跳過的敵棋移出棋盤，必須連跳吃，必須選擇吃最多子的路徑。若是以升級棋吃，則落到的同方向空點不需為緊連。
  - 當無法跳吃時，移動一己子到空鄰棋點，但只能前進。若是升級棋則可沿斜直橫線任意步數，中間不得有子。

- 當己棋移動到最底線時，翻面成為升級棋。

- 消滅或阻礙所有敵棋者獲勝[1]。

## 外部連結
- 遊戲介紹
- 遊戲下載